# تأثير الشرك

في مجال التسويق، تأثير الشرك (بالإنجليزية: decoy effect) (أو تأثير الهيمنة غير المتماثل) هو الظاهرة التي بموجبها يميل المستهلكون لإحداث تغيير محدد في الأفضلية بين خيارين عندما يُقدم لهم أيضًا خيار ثالث وضيع على نحو غير متماثل. ويكون الخيار وضيعًا على نحو غير متماثل عندما يكون أقل قيمة من جميع الجوانب من خيار ما؛ ولكن بالمقارنة بالخيار الآخر، فإنه يكون أقل قيمة من حيث بعض الجوانب وأعلى قيمة في جوانب أخرى. بعبارة أخرى، من حيث السمات المحددة التي تحدد الأفضلية، فإنه يكون أقل قيمة كليًا من خيار ما وأقل قيمة جزئيًا فقط من الخيار الأخر. عندما يكون الخيار الأقل قيمة على نحو غير متماثل موجودًا، فسوف تفضل نسبة أعلى من المستهلكين الخيار المهيمن مقارنة بحالات غياب الخيار الأقل قيمة على نحو غير متماثل. وبالتالي فإن الخيار الأقل قيمة على نحو غير متماثل هو عبارة عن شرك يعمل لزيادة الأفضلية لصالح الخيار المهيمن. وتأثير الشرك هو أيضًا مثالاً لانتهاك القاعدة البديهية لاستقلالية البدائل غير المتصلة بالموضوع لنظرية اتخاذ القرار.

## أمثلة
على سبيل المثال، إذا كانت هناك مجموعة اعتبار (مجموعة علامات تجارية يقيمها المستهلكون عند اتخاذ قرار الشراء) تتضمن مشغلات إم بي ثري، فسوف ينظر المستهلكون بشكل عام إلى سعة التخزين الأعلى (عدد جيجابايت) والسعر الأقل على اعتبار أنها سمات إيجابية؛ في حين أن بعض المستهلكين قد يرغبون في شراء جهاز تشغيل يتمتع بقدرة أكبر على تخزين الأغاني، يرغب آخرون في اقتناء جهاز تشغيل ذي تكلفة أقل. في مجموعة الاعتبار 1، يتوفر جهازان:
|         | أ           | ب           |
| ------- | ----------- | ----------- |
| السعر   | $400        | $300        |
| التخزين | 30 جيجابايت | 20 جيجابايت |

في هذه الحالة، سوف يفضل بعض المستهلكين المجموعة أ لقدرتها التخزينية الأعلى، في حين أن المستهلكين الآخرين سوف يفضلون المجموعة ب لسعرها الأقل.
والآن هب أن جهاز تشغيل جديد، المجموعة ج، يُضاف إلى السوق، وهو أغلى ثمنًا من أ وب ويتمتع بقدرة تخزين أكبر من ب ولكن أقل من أ:
|         | أ           | ب           | ج           |
| ------- | ----------- | ----------- | ----------- |
| السعر   | $400        | $300        | $450        |
| التخزين | 30 جيجابايت | 20 جيجابايت | 25 جيجابايت |

إضافة ج—التي من المفترض أن يتجنبها المستهلكون، بالنظر إلى أنه يمكن دفع سعر أقل لطراز يتمتع بقدرة تخزين أكبر - تجعل أ، الخيار المهيمن، في بؤرة الاختيار على نحو أكثر مما لو كان هناك فقط الخياران في مجموعة الاعتبار 1؛ إن المجموعة ج تؤثر على ت
فضيلات المستهلك عن طريق العمل على اساس المقارنة للمجموعة أ وب. ولأن المجموعة أ هي أفضل من المجموعة ج في جميع الجوانب، في حين أن المجموعة ب هي أفضل جزئيًا فقط من المجموعة ج، فإن عدد أكبر من المستهلكين سوف يفضلون أ الآن أكثر من ذي قبل. بالتالي فإن المجموعة ج هي شرك الغرض الوحيد منها هو زيادة مبيعات أ.
وعلى العكس، لنفترض أنه بدلاً من ج، يتم تقديم جهاز تشغيل د يتمتع بسعة تخزين أقل من أ وب، وأغلى ثمنًا من ب ولكنه أقل ثمنًا من أ:
|         | أ           | ب           | د           |
| ------- | ----------- | ----------- | ----------- |
| السعر   | $400        | $300        | $350        |
| التخزين | 30 جيجابايت | 20 جيجابايت | 15 جيجابايت |

النتيجة هنا مماثلة: المستهلكون لن يفضلوا د، لأنه ليس بنفس جودة ب في أي وجه من الوجوه. ومع ذلك، في حين أن ج زاد من الأفضلية لصالح أ، فإن د ينطوي على أثر عكسي، حيث زاد الأفضلية لصالح ب.